# Vadó-rjú
A vadó-rjú (和道流) egyike a legjelentősebb karate stílusoknak, melynek alapítója Hironori Ócuka volt (1892-1982). A stílus egyediségét az adja, hogy a hangsúly nem csak az ütéseken van, hanem a tai sabakin, azaz a lefogásokon és a dobásokon is.

## Történelem
Hironori Ócuka, a vadó-rjú stílus megalapítója 1892. június 1-jén született, Ibaraki prefektúrában, Simodate városában. 1897 áprilisában anyai nagybátyja, Ebashi Chojiro kezei alatt tanult dzsúdzsucu. 1905-ben iratkozott be a Shimozuma Középiskolába, ahol Sindo Josin dzsúdzsucu-t kezdett el tanulni Nakajama Tacuaburo mesteről.
A Sindo Josin rjú Dzsucu alapítója, Akija Jositoki Kínában tanult orvostudományt, ott tartózkodása alatt ismerkedett meg a kungfuval. Japánba visszatérve, Nagasaki városában folytatta az elsajátított rúgó és ütő technikák gyakorlását, azonban hiányosnak érezte. A Tenmangu-i Sintó szentélyben folytatott meditációs gyakorlatok és fohászkodás után ébredt rá arra amit keresett. Ahogy havat pillantott meg egy fűzfa tetején, figyelte meg, hogy a fa miként engedi magát át a természet erőinek, hogy miként óvja meg az ágai pusztulását természetes hajlékonyságával. Akkor tett felismerése vezette el őt a Sindo Josin iskola természetes mozgáselemeinek kialakításához.
A Sindo Josin stílust Tozuka Hidetosi, majd Macuoka Dosin oktatta tovább. Macuoka Dosintól már bővített formában kapta meg Nakajama Tacusaburo, Ócuka mester oktatója.
1910-ben Ócuka a Vaszeda Egyetemen folytatta a dzsúdzsucu gyakorlását, ezalatt az idő alatt pedig ismerkedett meg Ujesiba Morihei-vel, az aikidó későbbi megalapítójával is. 1919-ben, mikor Ócuka mesterévé vált a dzsúdzsucuhoz kapcsolódó gyógykovács technikáknak, elhatározta, hogy életét végleg a harcművészetekben való elmélyülésnek fogja szentelni. 1921. június 1-jén megkapta Nakayamatól a Sindo Josin iskola Menkyoukaidenjét, végbizonyítványát. Ez tanúsította, hogy sikerült teljesen elsajátítania a stílust.
A rákövetkező évben a japán sportfesztivál idején, több más okinavai oktató között, részt vett Funakosi Gicsin is, aki bemutatta a karate módszereit. Mikor Ócuka hallott a sportfesztivál bemutatóinak a híréről, felkeltette az érdeklődését a karate-dzsicu és meglátogatta Funakosi mestert a Meizei Juku-ban, az okinavai diákkollégiumban. Látogatása alatt órákon át beszélgettek a különböző edzésmódszerekről és végül megegyeztek, hogy Funakosi megtanítja őt az okinavai katákra. Funakosi mestert megdöbbentette a Sindo Josin rjú mozgáskultúrája, egyfajta japán karaténak tartotta az ütések és rúgások hangsúlyozása miatt. Ócuka azonban nem volt megelégedve a katák egy részével az elejétől fogva, úgy érezte nehezen értelmezhetőek és oktathatóak, valamint nem túl praktikusak. 1924-ben a modern judo megalapítója, Kano Dzsigoro, aki a kor egyik legnagyobb, tiszteletnek örvendő harcművészeti tekintélye volt, szintén kifejtette, hogy a formagyakorlatok ismételgetése magában nem elegendő. Eközben Ócuka mester páros gyakorlatokat, Jakuszoku Kumiteket dolgoz ki, melyek előre koreografált küzdőgyakorlatok. Ezekben a formagyakorlatokban ötvözte a juDzsucu edzésmódszereit és a karate mozgását, később Funakosi mesterrel egyetértésben mutatták ezeket be. Szintén 1924-ben Ócuka lett Funakosi első olyan tanítványa, aki kiérdemelte a fekete övet. Lassan azonban a szakítás felé sodródtak az események, Ócuka a banki alkalmazásából kilépve nagy összegű végkielégítést kapott, amelynek egy részével Funakosi mester új dodzsóját akarta támogatni, de annak fia más célokra akarta az összeget fordítani. Mindeközben Ócuka mester a „Funakosi stílus” 15 katájának elsajátítását követően, felveszi a kapcsolatot Motobe Csoki okinavai mesterrel, ez pedig hatással lesz a karate-dzsicuról vallott nézeteire. Akkoriban még a Gagju Singake és a Toda kardvívó iskola technikáit is tanulmányozta, és kidolgozta a szabad küzdelem versenyszerű szabályait, ezzel lerakva a modern kori karate alapjait, azonban ezeket a ténykedéseit Funakosi mester már nem támogatja.
1928-ban Ócuka a Sindo Josin rjú fő instruktorává lép elő. A karate-dzsicu mellett tovább gyakorolja saját stílusát, majd a következő évben megnyitotta saját karate iskoláját, ahol egy új felfogású karatét kezdett el oktatni a Tokyo Egyetemen. Az elejétől fogva nagy figyelmet fordított a szabad küzdelem gyakorlására és hangsúlyozza, hogy az adott ellenfél mozgását nem szabad figyelmen kívül hagyni. Rendkívül nagy gondot fordított a megfelelő küzdőtávolság és a helyes időzítés szerepére, iskoláját kitérések és az elegáns elhajlások jellemezték.
1934-ben a más néven alapította szervezetét, kortárs harcművészek és befolyásos barátai unszolására, hogy változtassa meg az iskolája nevét. 1938-ban nyilvántartásba vettette a karate stílusát „Sinsu Vadó-rjú Karate-dzsúdzsucu” néven a Dai Nippon Butoku Kai-val, majd nem sokkal ezután, vadó-rjú-ként lett rövidítve (和道流). A névben az ősi japán eredetet hangsúlyozta, ugyanis az ősi iratokban japánt a „ Wa Országának” nevezték. A „wa” kandzsi az „eredetit” és a „japán származásút” jelenti. Azonban a kínai-japán háború miatt a kínai-okinavai eredetű harci művészeteket Japánban még mindig gyanakodva figyelték a korban. A kandzsi másik jelentése a „béke” és a „harmónia”, ez szintén nagy szerepet játszhatott a név választásakor. 1938-ban a Dai Nippon Butoku Kai megjutalmazta Ócuka mester a Rensi-Go ranggal, ezt követően pedig 1942-ben a Kjosi-Go ranggal is. Abban az időszakban kezdte meg Tacuo Szuzuki (aki később a Vado International Karate Do Federation alapítója lesz) gyakorolni a vadó-rjút.
A második világháborút követően a japán harcművészeteket és küzdősportokat szigorú tilalommal sújtották a megszálló amerikai erők, ugyanis harcra képes szamuráj szellem reprezentálását látták a kendo és a dzsúdó gyakorlásában. A fiatalkorát élő vadó-rjú- és aikidóiskola azonban nem volt azonosítható a japán imperializmussal, még az amerikai légibázisokon is oktatták azokat.
1952-ben létrehozták a vadó-rjú központját a toykoi Meiji Egyetem dodzsójában. 1963-ban Ócuka mester Toru Arakava-val és Hadzsimu Takasima-val együtt megbízta Tacuo Szuzukit, aki ekkora már megszerezte az akkoriban legmagasabb elért rangot, az 5. dant, hogy terjesszék el a vadó-rjút a Föld többi részén. Ezzel és Ócuka mester nyilvános bemutatóival együtt a stílus erőteljes fejlődésnek indult, és szinte mindegyik kontinensen leterjedté vált.

1964-ben a Japán Karate Szövetség az összes karate stílus általános szervezetévé vált és a vadó-rjú is csatlakozott ehhez a szövetséghez egy nagyobb csoportként. 1965-ben Ócuka mester és Josiaki Ajari készítettek egy filmet (amely jelenleg két videókazettán is elérhető) a vadó-rjú karate örökségeként. Az első videó, a „Vado-rjú Karate Volume 1” tartalma: mélyreható történelem és megemlékezések, a nyolc Kihon no Cuki mozdulat demonstrációja, az első öt Kihon-Kumite és a katákból az öt Pinan-t, Kishanku-t, Jion-t, Naihachi-t és a Szeisan-t. A második videó „Vado-rjú Karate Volume 2” tartalma: még több történelem, a Csintó, Niszeisi, Rohai, Vansu és Dzsitte katák valamint a Kihon- Kumie 6-től 10-ig meglévő mozdulatai, alkalmazási demonstrációjával együtt. 1966-ban életművének elismeréseként elsőként kapta meg az uralkodótól a Shiju Hōshi érmet, a császári kitüntetést mellyel a karaténak a japán harcművészetetekbe történő beillesztését ismerték el, mellyel együtt járt a Meidzsin rang is. Ócuka mester nyolcvanas éveiben is naponta edzett reggelente, hetente kétszer egyetemi klubokban tartott edzéseket és tömegközlekedéssel utazott. Gyakran tették fel neki a kérdést, hogy mi a titka a hosszú és egészséges életnek, mire azt válaszolta „ A múlttal keveset törődöm, a jelenben élek és terveim vannak a jövőre”. Ócuka Hironori mester 1982-ben, 90 éves korában hunyt el. Fiatalabb fia, megváltoztatta a nevét második Hironori Ócuka-ra, apja tiszteletére. Élete utolsó éveiben is több nyilvános bemutatón és rendezvényen vett részt és személyesen mutatta be.
"Az út, hogy gyakoroljuk a küzdőművészetet, nem a harcon keresztül vezet. Magunkban kell keresnünk a békét és a harmóniát. Keressük azt!" – Hironori Ócuka

## Jellegzetességek

### Filozófiája
A vadó-rjú név három részből áll: wa, do és rjú. A Wa harmóniát, a do (amely ugyanaz az írásjegy, mint a tao) utat, a rjú pedig iskolát vagy stílust jelent. A harmóniát azonban nem szabad pacifizmusként értelmezni, ugyanis csupán annyit jelent, hogy engedni olykor sokkal hatásosabb, mint puszta erőt használni.Egy bizonyos nézőpontból a vadó-rjú inkább számítható a dzsúdzsucu egy stílusának, mint a karaténak. Itt fontos megjegyezni, hogy Hironori Ócuka gyakorolta a judzsicut, és annak fő oktatója is volt egy időben. Mikor Ócuka 1938-ban bemutatta iskoláját a Dai Nippon Butoku Kai-nál, a stílus neve „Sinsu vadó-rjú Karate-dzsúdzsucu” volt, amely tükrözte a keresztezettségét. Ócuka egy engedéllyel rendelkező Jósin-rjú gyakorló és a Jósin-rjú diákja volt, mikor először találkozott az okinavai Gicsin Funakosi karate mesterrel. Miután Funakosi-tól, majd vele együtt más okinavai mesterektől is tanult (mint például Kenva Mabunitól és Motobu Csókitól), Ócuka egybeolvasztotta a Sindó Jósin-rjú-t az okinavai karatéval. Ócuka munkájának az eredménye lett a vadó-rjú karate.
Egy kívülálló megfigyelőnek a vadó-rjú hasonlónak tűnhet a karate más ágaihoz, például a Sinru-rjúhoz vagy a Sorin-rjúhoz. A legtöbb alapelvét a dzsúdzsucu egy atemi vaza központú stílusából, a Sindó Jósin-rjú-ból merítette. Egy Vadó védés emlékeztethet a Godzsu/Uecsi rjú védésekhez, pedig csak más perspektívából vannak végrehajtva.
A vadó-rjú egyik kulcsfontosságú elve a tai sabaki (amelyet gyakran tévesen neveznek „kijátszásnak”). Ez a japán kifejezés „test-vezetésnek” fordítható, a test olyan mozgatására utalva, amely a támadófélével szinkronban mozog, így térve ki a támadása elől. Ennek az eléréséhez az út az együtt mozgás, nem pedig az egymás ellen való mozgás, akárcsak a harmónia a testi erővel szemben. A mai, modern karate versenyeken látott stílus messze van már ezektől az ősi gyökerektől. A látvány és a nézők/versenyzők igényeinek változása miatt egyetemesebb, s nagyban kiszolgálja a ma emberének ízlését.
A vadó-rjú technika más karate stílusokhoz hasonlóan a láb sarkából indítja a mozgást, de különbözik annyiban (főleg a gyaku zuki fordított ütés), hogy előre haladáskor a talpat is lenyomva tartja. Ez hatással van számos technika kivitelezésére is, különösen a kézfejjel való ütésekre, ugyanis az extra csípőmozgás lehetővé teszi a talp használatát is.
A sarokkal való fordulás alapelve (legalábbis testsúly-ütéssé alakításánál) a vadó-rjúban megmaradtak, ugyanis ez a leggyorsabb módja annak, hogy a csípő a támadás irányába forduljon. A stílus másik jellemzője a talppárnán történő haladás. Fontos megjegyezni viszont, hogy ez nem helyezi a többi stílus fölé vagy alá, ez csupán egy másfajta gondolkodásmód, amelynek megvannak a hátrányai és előnyei.
A vadó-rjú megőrzi és fejleszti a tai sabakit, mely a képzés alapja, ellentétben az "alacsony pozíciók és hosszú támadások, lineáris láncú technikák”-al, amely a Shotokant jellemezi.

### Az edzések felépítése és etikettje
A karate edzések során a tradicionális öltözet elengedhetetlen, ez fehér színű felsőből és alsóból áll össze. A felsőt a karate öv, melyeket az övvizsgákon elért eredmények alapján kapják meg, és az oldalán lévő kötők fogják össze derékmagasságban. Az dodzsóba, azaz edzőterembe való belépéskor musobi dácsi nevű alapállásban megállva kis köszöntést, rei-t hajtanak végre a belépők. A karate edzések zarei-vel, hagyományos üdvözlési formával kezdődnek meg, majd ezzel is zárulnak. A zarei kivitelezése a következőképpen történik: Az edzésvezető a vezényszavára az edzésen résztvevő karatékák egysoros vonalban, muszubi dácsi állásban, az övfokozatuk szerint sorakoznak fel a dodzsóban. Az edzésen a legmagasabb övfokozatú részvevő, a seiza vezényszavára a karatékák japánülésben helyezkednek el, majd a mokuso vezényszóra a szemeiket lehunyva pihennek meditatív állapotban. A me yasume vezényszóra a meditálást befejezik és kinyitják a szemüket, majd a sensei ni rei vezényszóra a tanítványok meghajlással üdvözlik a mesterüket, melyet a mester egyszerre viszonoz. Az otoga ni rei vezényszóra a karatékák egymást is meghajolva üdvözlik, majd a kiritsu vezényszóra először a mester, majd a tanítványok felállnak a muszubi dácsi alapállásba és rei-t hajtanak végre. Ezzel veszi kezdetét a karate edzés.
A zarei a hétköznapi életből való kilépésre és a befelé fordulásra létrehozott évezredes módszer. Az üdvözlés után a az edzés vezetője, vagy esetleg egy általa kiválasztott személy tartja meg a bemelegítést. Ennek a szerepe az izomzat, a keringés és légzésrendszer munkaképességének serkentése, valamint a figyelem koncentráció fokozása az edzésen való feladatok elvégzésére. Ezt követik az edzés kulcsfontosságú része, mely 3 különböző mozgásanyagból áll:
- alapgyakorlatok (kihon)
- formagyakorlatok (kata)
- páros gyakorlatok (kumite). Az edzések során a technikák száma miatt, nem minden edzésen kerül sor arra, hogy mind a 3 mozgásanyagot végre lehessen hajtani. Az edzések vége könnyed, laza mozgásokkal oldják fel az olykor előforduló ideg és izomfeszültséget, majd ezt követi az edzést lezáró zarei.[2]

### Kihon
A kihon kulcsfontosságú részét képezi minden karate stílusú edzésnek. Az edzések ezen része tartalmazza az alaptechnikák gyakorlását. Ezek közé tartoznak az alapállások (dácsi vaza), a támadó technikák (Cuki vaza), a kézzel támadó csapástechnikák (uchi vaza), a védések (uke vaza) és a lábtechnikák (keri vaza). Gyakran vetődik fel a kérdés szakképzetlen szemlélők körében, hogy miért is elengedhetetlen a kihon gyakorlása, mikor a kumite-ben végrehajtott támadó és védekező mozdulatok teljesen eltérnek azoktól. Ha jól megfigyeljük vehető észre, hogy a harc közben végrehajtott találatok a kihon gyakorlása közben elsajátított technikák, azok ezeknek a sokszor lerövidített vagy felgyorsított változatai. Ezenkívül az eredményes támadások és védések végrehajtásához a következő feltételek elengedhetetlenek:
- megfelelő technikai színvonal
- egyensúly
- helyes testtartás
- dinamika
- erőösszpontosítás
- tökéletes befejezés
- hatékonyság
- küzdőszellem
- csípő helyes használata
- erő ellenerő hasznosítása

Ezeknek a feltételeknek csak a kihon rendszeres gyakorlásával lehet megfelelni. Ezek a folyamatosan ismétlendő technikák kialakítják a karatékákban a karate öt alapszabályát: jellem, tisztelet, szorgalom, udvariasság, önuralom.

### Kata
A Katák előre meghatározott, jellegzetes mozgásminták, amelyek magukba foglalják és párosítják a harcászati technikákat, fogalmakat, és alkalmazásukat. A Katák gyakran különböznek és egyesülettől függően több variációjuk van, akár még egy egyesülethez tartozó két iskolán belül is. Ezek a variációk állhatnak teljes eltérésekből, vagy a képzetlen néző számára láthatatlan apró különbségekből is. Ócuka 1977-es vadó-rjúról szóló könyvében (amely 1997-ben lett angolul is publikálva), csupán 9 hivatalos Katáról számolt be, amely a vadó-rjúban létezik: Pinan Nidan, Pinan Shodan, Pinan Sandan, Pinan Jodan, Pinan Godan, Kúsanku, Naihacsi, Szeisan és Csintóu. A jegyzeteiben Ócuka részletes leírást ad a felsorolt katák végrehajtásáról, amelynek köszönhetően csökkent a fent említett eltérések száma. Azonban mindezek mellett Ócuka is tanított más katákat is. Talán éppen ez az oka (hisz ezeknek a Katáknak nincs részletes leírása) a további rengeteg variációnak.

#### A vadó-rjúhoz tartozó katák
Ten-No: Alap gyakorlatok, amelyeket Gogó Funakosi (Gicsin Funakosi fia) alkotott meg.
Taikjoku sorozat: Gicsin Funakosi által fejlesztett gyakorlat, a Pinan sorozat előtti időszakból. Sok vadó-rjú-iskola tanítja ezeket az alap katákat, legfőképpen a Taikyoku Shodant. (太極初段).
Pinan kata: Ankó Itosu által létrehozott kata sorozat, amely a Pinan Shodanból(平安初段), a Pinan Nidanból(平安二段), Pinan Sandanból(平安三段), Pinan Yondanból(平安四段), és a Pinan Godanból(平安五段) áll össze. Funakosi később átnevezte ezt a sorozatot és Heian sorozat lett a neve.
Kúsankú (クーシャンクー , 公相君): Kúsankú Kvang Sang nevezetű Szapposi, kína uralkodó osztályába tartozó férfi volt, akit a 18. században küldtek Okinawára. Ez a fajta kata az előző 5 Pinan kata beállásait és támadásait tartalmazza, új technikák nincsened hozzáadva. Funakosi később átnevezte ezt a katát Kanku Dai-nak.
Naihancsi (ナイハンチ, 内畔戦, Naifanchi néven is ismert): Ez volt az eredeti neve a három eredeti Tekki katának, de Funakosi átnevezte. Ez egy, a Csoki Motobu-ból tanult laterális kata, de a vadó-rjút űzők csak az első Naihachi katát gyakorolják.
Szeisan (セイシャン , 征射雲):Ez a kata egy ismert kínai harcművészről lett elnevezve, aki a Shuri kastélyban (vagy ahhoz közel) lakott az 1700-as években. A kata három ismétlődő mozdulatsorozatból áll, amiben a fejüket fordítják és forgatják. Funakosi, Hangetsu-re nevezte át ezt a katát.
Csintó (チントウ , 鎮闘): Macumura Szókon fogalmazta meg ezt a katát egy -forrástól függően- Csintó, vagy Annan nevű kalóz, vagy tengerész tanításai alapján. Ezt a katát a formagyakorlatban sokszor előforduló daru állások és ugró rúgások különböztetik meg a többitől. Gankaku-ra lett átnevezve Funakosi által.
Basszai (バッサイ, 披塞, Passzaiként is ismert) Egy tomari-te kata, amely dinamikus alapállásokat és csípő forgatást tartalmaz. Basszai Dai-ra nevezte át Funakosi.
Róhai (ローハイ, 老梅): A Rohai egy Itosu által létrehozott kata, aminek három változata van. Funakosi, Meikyo-ra nevezte át.
Niszeisi (ニーセイシ): Ankicsi Aragaki által lett ez a kata továbbítva Japánba, ahol Nidzsisiho néven ismert (二十四步), a jelentése 24 lépés.
Vansu (ワンシュウ , 晩愁): Ez egy tomari-te kata, amely egy Vansu nevezetű kínai követ által Okinawára bevitt mozdulatsoron alapszik. A jelentése „repülő zátony”, melynek metaforikus tartalma a kata végén történő lágy védekező sorozatokra utal. Funakosi Empi-re nevezte át ezt a formagyakorlatot.
Dzsion (ジオン, 慈恩): Egy tomari-te kata, a Jion katák csoportjának egyik része.
Dzsitte (ジッテ, 十手): Szintén egy tomari-te kata a Jion katák csoportjából, a jelentése „10 kéz”.
Szuparinpei (スーパーリンペイ, 壱百零八拳): „108 kéz” néven is ismert, ami az ember 108 gonosz szellemét jelképezi. Azt is állítják, hogy ezt a katát egy 108 harcosból álló „banda” ihlette, akik Kína vidékeit járták be a 18. században és’Robin Hood’féle jó cselekedeteket vittek véghez. A Kata Kínai nevén Pecsurrin, és alkalmanként a Funakosi által adott nevén, Haiku Hachi Ho-ként is ismert. A Szuparinpei eredetileg vadó-rjú kataként szerepelt a Dai Nippon Butoku Kai-ban, de végül elvetették. Ezek ellenére néhány vadó-rjú-oktató és -iskola még mindig tanítja ezt a katát.
Kunpu és Unsu: A fent említett szóló katák mellett számos vadó-rjú-iskola és egyesület gyakorol páros katákat is, melyek a dzsúdzsucu örökséget tükrözik. Ezeket a formagyakorlatokat két ember végzi (egy támadó és egy védekező), bemutatva ezzel az önvédelmi technikák széles skáláját. A vadó-rjú páros katái szintén gyakran különböznek egymástól a pontos leírás hiányában.

### Kumite
A kumite az edzések azon részét képzik, amelyekben az egymás elleni küzdelmet gyakorolják. A vadó-rjú karatéban az alapító mester szándéka szerint a harcgyakorlatok nagy szerepet kaptak, ugyanis véleménye szerint csak a páros gyakorlatok gyakorlásával lehetséges megtanulni a tökéletes távolságtartást, amely a vadó-rjú karate fontos része. A vadó-rjúban sokféle páros gyakorlat található, melyeknek az ismerete a vizsgákon is követelmények.

#### A vado-rjúhoz tartozó kumiték
Jakuszoku no Kumite Támadás elleni 10 kombinációs alapvető technikákból áll össze (a rúgásokat és ütéseket párosítva), melyre a dzsúdzsucu testmozgásnak nagy befolyása volt.
Kumite Gata: 10 – 24 fajtajelleges technikából áll (az egyesülettől függően) a Katamae (beszorítás) és Kuzusi (az egyensúly megtörése) csapások kihangsúlyozásával.
Ohjo Kumite: Ez a kata különböző támadási technikákból tevődik össze, magába foglalva a Karate védéseket, rúgásokat és ütéseket, a dzsúdzsucu dobásokkal és mozdulatokkal. Ez Tacuo Szuzuki, Hanshi Wado International Karate Do Federation (WIKF) nevű egyesületének a sajátossága.
Idori no Kata: 5 – 10 technikából áll (szintén az adott egyesülettől függően), melyekre a dzsúdzsucu dobások és a csukló-záró technikák nagy hatással vannak.
Tantodori no Kata: Késsel való támadások kivédésére kifejlesztett 7-10 technikából álló kata, amelyeket a dzsúdzsucu mozdulatok, dobások, csukló-záró mozdulatok inspiráltak.
Sinken Siraihodori (真剣白刃取り): 5-10, karddal történő támadások elleni védekező technikából álló formagyakorlat, melyre szintén a dzsúdzsucu mozdulatok, dobások, csukló-záró technikák hatottak.
A felsorolt páros katákon kívül létezik még a Gjakanage Kata (a dobás katája), Joshi Gosindzsucu (a nők önvédelmének katája), Kodokan Gosin Dzsucu és követői azonban ezeket általában nem tanítják.

## Vadó-rjú Japánon kívül
A vadó-rjú számos országba eljutott a világon, mind Ócuka japán és nem japán tanítványai által. A japán vadó-rjú-szakértők, Tastuo Szuzuki, Teruo Kono, Masafumi Shiomitsu, H. Takashima, Naoki Ishikawa, Yoshihiko Iwasaki, Kuniaki Sakagami és megannyian terjesztették ezt a művészetet Európában. Josiaki Ajari, Masaru Sinatani és Isaack Henry Jr. az Egyesült Államokban és Kanadában népszerűsítették, Joaquim Gonçalves (Portugáliából) és sokan mások segítették ismertetni a stílust a saját országukban. 1968-ban Ócuka az Egyesült Államokbeli Cecil T. Pattersont az 5. dan rangra emelte, és megbízta őt az Egyesült Államok keleti Wado-Kai Szövetségének létrehozásával (United States Eastern Wado-Kai Federation USEWF). Ócuka és a Wado-Kai elválását követően 1980-ban Patterson és az Egyesült Államok keleti Wado-Kai Szövetsége (melyet később Egyesült Államok Keleti Vadó-rjú Szövetségére neveztek át) Ócukával maradt. Patterson halála után 2002-ben fia, John T. Patterson elvállalta a szervezet vezetését. Patterson szervezete továbbra is aktív tagja a Wado rjú Karatedo Renmeinek. Az Egyesült Királyságban a vadó-rjú nagymértékben volt hatással a Sanjuro hibrid harcművészetek fejlesztésére.

## Vadó-rjú Magyarországon
A magyarországi vadó-rjú múltja 1980 szeptemberéig nyúl vissza. Abban az évben kezdett el egy budapesti iskola tornatermében Réti István és segítője Darnai János vadó-rjút oktatni. Mint később ez kiderült, amit tanítottak inkább volt shotokan karate, mint vadó-rjú, de ez nem változtat az érdemükön, amit a magyarországi vadó-rjú létrehozásáért tettek. Végül az Olaszországból rendszeresem Magyarországra látogató Maurizio Gay olasz mester segédkezett abban, hogy a magyarországi vadó-rjú helyes irányba terelődjön. 1982-nem Rómában Réti István és Darnai János, Jutaka Tojama 7 danos vadó-rjú-mester kezei alatt levizsgáztak 1 dan fokozatra, ezzel pedig megkezdődött Magyarországon az akkor még még fiatal vadó-rjú ágazat oktatása. A stílus hatalmas fejlődésnek indult, a nagy fordulat a 80-as évek közepén történt. Akkor Réti István első tanítványai két felé oszlottak. Az egyik fele továbbra is Réti István és a rendszeresen Magyarországra látogató Maurizio Gay által képviselt vonalat tartották, a másik fele pedig technikai és emberi fejlődés vágyától fűtve új mestert kerestek maguknak Európában. Jugoszláviában felvették a kapcsolatot Marko Nicovic 5 danos jugoszláv vadó-rjú mesterrel, kinek a segítségével eljutottak Teuro Kono Németországban élő 8 danos vadó-rjú-mesterhez.
Így kezdődött meg a magyarországi vadó-rjú kettészakadása és a két "tábor" évekig edzett egymástól teljesen elkülönülten. A 80-as évek végén, mikor Kan Sibamori Ausztriában élő 5 danos mester elkezdett Magyarországon rendszeresen edzéseket tartani, fordult elő hosszú évek óta először, hogy az ő edzőtáboraiba mindkét fél ellátogatott hovatartozástól és nézetektől függetlenül. Ezt a közeledést kihasználva 1989. október 14-én Gálhidi István elnök és Pintér László főtitkár vezetésével megalakult a kettévált magyar vadó-rjú közös szervezete a Magyar wado Szövetség, így a Magyar Wado Szövetség hazailag és nemzetközileg is elismert szervezet a mai napig is.